# Jean II des Barres
Jean II des Barres, signore di Chaumont-sur-Yonne (... – La Réole, 1324), è stato un militare francese, maresciallo di Francia dal 1318.

## Biografia

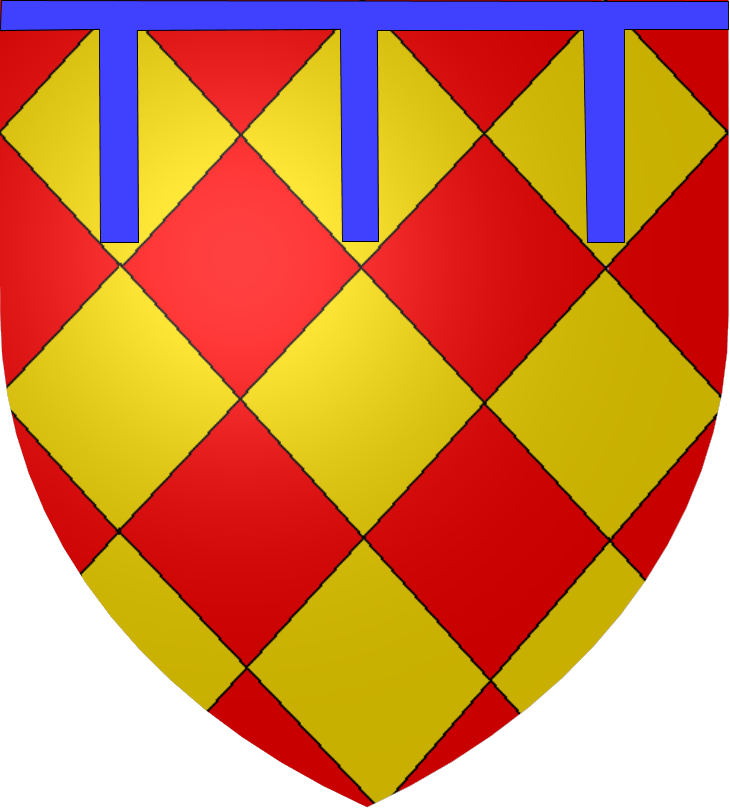
Blasone

Nel 1311, con Anseau de Joinville e Simon de Menou, fu inviato da Filippo IV in Lorena per la disputa scoppiata fra il duca Teobaldo II di Lorena e la Corona, a proposito del possesso di Passavant-en-Argonne. Quando il re tornò in possesso delle terre di Donzy, confiscate dal conte delle Fiandre, Jean des Barres si presentò in veste di rappresentante reale a rendere omaggio al vescovo di Auxerre.
Filippo V in considerazione dei suoi servigi lo elevò al rango di maresciallo di Francia nel 1318, al posto di Jean de Corbeil. Con lettera patente del 19 gennaio 1320 il sovrano gli assegnò una rendita di 500 lire tornesi sulle terre e gli uomini di Pont-Belin «fintanto che terrà l'ufficio di Maresciallo di Francia»; tale rendita si assommò ad una su Evry e ad altre sul baliaggio di Troyes. Il riscossore della Champagne si rifiutò di passargliene il godimento, e Jean des Barres ottenne in proprio favore il parere della chambre des comptes il 19 marzo 1321.

## Discendenza
Jean II des Barres sposò Helissans de Prunay, signora di Chaumont-sur-Yonne, figlia unica ed ereditiera di Guillaume de Prunay. Helissans, ancora vivente nel 1347, fu inumata ad Oissery. La coppia ebbe due figli, Pierre e Jean III.